# پیر چامچیان
پیر چامچیان (ارمنی غربی: Փիեռ Չամիչեան؛ انگلیسی: Pierre Jamjian؛ ۱۹۵۱ – ۲۱ اکتبر ۲۰۲۱) یک بازیگر ارمنی-لبنانی بود. وی بین سال‌های ۱۹۷۳ تا ۲۰۲۱ میلادی فعالیت می‌کرد.

## زندگی‌نامه
وی در 1949 یا ۱۹۵۱ در جل الدیب، شهرستان المتن به دنیا آمد .  وی در ۲۱ اکتبر ۲۰۲۱ در سن ۷۰ سالگی در بیمارستان سنت جرج، بیروت درگذشت.